# Luís Antônio Corrêa da Costa
Luís Antônio Corrêa da Costa (Campo Grande, 31 januari 1966) is een voormalig Braziliaans voetballer, die luisterde naar de voetbalnaam Müller. Hij is de jongere broer van Cocada

## Biografie
Müller begon zijn carrière bij São Paulo waarmee hij twee keer het Campeonato Paulista won en in 1986 landskampioen mee werd. In 1988 trok hij naar de Italiaanse traditieclub Torino Calcio en degradeerde meteen uit de Serie A met de club. Na één jaar pakten ze echter de titel en keerden terug. In 1991 keerde hij terug naar São Paulo waar hij opnieuw twee staatstitels en een landstitel won. In 1992 en 1993 won hij ook de Copa Libertadores in de finale van respectievelijk Newell's Old Boys en Universidad Católica, tegen deze laatste club scoorde hij ook. Tegen FC Barcelona en AC Milan werd ook telkens de intercontinentale beker gewonnen. Na een Japans avontuur bij Kashiwa Reysol speelde hij in 1995 voor Palmeiras en een jaar later terug voor São Paulo waarmee hij opnieuw staatskampioen werd. Van 1998 tot 2000 speelde hij voor Cruziero en werd ook hier staatskampioen mee en won er in 1999 ook de Recopa Sudamericana mee en in 2000 de Copa do Brasil. Hierna speelde hij nog voor enkele clubs.
Müller debuteerde in 1986 in het Braziliaans nationaal elftal en speelde 3 WK's en in totaal 56 interlands, waarin hij 12 keer scoorde.. Op het WK 1990 scoorde hij in de groepsfase de winnende goal tegen zowel Costa Rica als Schotland. Op het WK 1994 werd hij met zijn teamgenoten wereldkampioen.

## Erelijst
São Paulo
- Campeonato Paulista: 1985, 1987, 1991, 1992
- Campeonato Brasileiro Série A: 1986, 1991
- Copa Libertadores: 1992, 1993
- Wereldbeker voor clubteams: 1992, 1993
- Supercopa Sudamericana: 1993

 Torino
- Serie B: 1989/90
- Mitropacup: 1991

 Palmeiras
- Campeonato Paulista: 1996

 Cruzeiro
- Campeonato Mineiro: 1998
- Recopa Sudamericana: 1998
- Copa do Brasil: 2000

 Corinthians
- Copa Sul-Minas: 2001

 Brazilië onder 20
- Wereldkampioenschap voetbal onder 20: 1985

 Brazilië
- Rous Cup: 1987
- Wereldkampioenschap voetbal: 1994

Individueel
- Topscorer Campeonato Brasileiro Série A: 1987
- Man of the Match wereldbeker voor clubteams: 1992
- Bola de Prata: 1997